# 1979-es NHL-draft
Az 1979-es NHL-draft volt az első nem amatőr nevű draft. A "játékosbörzét" 1979. augusztus 9-én tartották meg a kanadai Montréalban, a Queen Elizabeth Hotelben. Ezt tartják az egyik legjobb "osztálynak" mert a fiatal játékosok közül sok All-Star válogatott és Hírességek Csarnokába bekerült játékos lett. Ez volt a 17. draft.

## A draft
|  | = NHL All-Star |  |  | = A Jégkorong Hírességek Csarnokának a tagja |

### Első kör
| #  | Játékos         | Poszt       | Nemzetiség                | NHL-csapat                                                                 | Egyetem/junior/klub csapat  |
| -- | --------------- | ----------- | ------------------------- | -------------------------------------------------------------------------- | --------------------------- |
| 1  | Rob Ramage      | Védő        | Kanada                    | Colorado Rockies                                                           | Birmingham Bulls (WHA)      |
| 2  | Perry Turnbull  | Bal szélső  | Kanada                    | St. Louis Blues                                                            | Portland Winter Hawks (WHL) |
| 3  | Mike Foligno    | Jobb szélső | Kanada                    | Detroit Red Wings                                                          | Sudbury Wolves (OHL)        |
| 4  | Mike Gartner    | Jobb szélső | Kanada                    | Washington Capitals                                                        | Cincinnati Stingers (WHA)   |
| 5  | Rick Vaive      | Jobb szélső | Kanada                    | Vancouver Canucks                                                          | Birmingham Bulls (WHA)      |
| 6  | Craig Hartsburg | Védő        | Kanada                    | Minnesota North Stars                                                      | Birmingham Bulls (WHA)      |
| 7  | Keith Brown     | Védő        | Kanada                    | Chicago Black Hawks                                                        | Portland Winter Hawks (WHL) |
| 8  | Ray Bourque     | Védő        | Kanada                    | Boston Bruins (Los Angelest Kingsől)                                       | Verdun Eperviers (QMJHL)    |
| 9  | Laurie Boschman | Center      | Kanada                    | Toronto Maple Leafs                                                        | Brandon Wheat Kings (WHL)   |
| 10 | Tom McCarthy    | Bal szélső  | Kanada                    | Minnesota North Stars (Pittsburgh Penguinstől és a Washington Capitalstól) | Oshawa Generals (OHL)       |
| 11 | Mike Ramsey     | Védő        | Amerikai Egyesült Államok | Buffalo Sabres                                                             | Minnesota (WCHA)            |
| 12 | Paul Reinhart   | Védő        | Kanada                    | Atlanta Flames                                                             | Kitchener Rangers (OHL)     |
| 13 | Doug Sulliman   | Bal szélső  | Kanada                    | New York Rangers                                                           | Kitchener Rangers (OHL)     |
| 14 | Brian Propp     | Bal szélső  | Kanada                    | Philadelphia Flyers                                                        | Brandon Wheat Kings (WHL)   |
| 15 | Brad McCrimmon  | Védő        | Kanada                    | Boston Bruins                                                              | Brandon Wheat Kings (WHL)   |
| 16 | Jay Wells       | Védő        | Kanada                    | Los Angeles Kings (Montréal Canadienstől)                                  | Kingston Canadians (OHL)    |
| 17 | Duane Sutter    | Jobb szélső | Kanada                    | New York Islanders                                                         | Lethbridge Broncos (WHL)    |
| 18 | Ray Allison     | Jobb szélső | Kanada                    | Hartford Whalers                                                           | Brandon Wheat Kings (WHL)   |
| 19 | Jimmy Mann      | Jobb szélső | Kanada                    | Winnipeg Jets                                                              | Sherbrooke Castors (QMJHL)  |
| 20 | Michel Goulet   | Bal szélső  | Kanada                    | Quebec Nordiques                                                           | Birmingham Bulls (WHA)      |
| 21 | Kevin Lowe      | Védő        | Kanada                    | Edmonton Oilers                                                            | Quebec Remparts (QMJHL)     |
|    |                 |             |                           |                                                                            |                             |

### Második kör
| #  | Játékos         | Poszt       | Nemzetiség                | NHL-csapat                                    | Egyetem/junior/klub csapat        |
| -- | --------------- | ----------- | ------------------------- | --------------------------------------------- | --------------------------------- |
| 22 | Blake Wesley    | Védő        | Kanada                    | Philadelphia Flyers (Colorado Rockiestól)     | Portland Winter Hawks (WHL)       |
| 23 | Mike Perovich   | Védő        | Kanada                    | Atlanta Flames (St. Louis Bluestól)           | Brandon Wheat Kings (WHL)         |
| 24 | Errol Rausse    | Bal szélső  | Kanada                    | Washington Capitals (Detroit Red Wingstől)    | Seattle Breakers (WHL)            |
| 25 | Tomas Jonsson   | Védő        | Svédország                | New York Islanders (Washington Capitalstól)   | Modo Hockey (Elitserien)          |
| 26 | Brent Ashton    | Bal szélső  | Kanada                    | Vancouver Canucks                             | Saskatoon Blades (WHL)            |
| 27 | Gaston Gingras  | Védő        | Kanada                    | Montréal Canadiens (Minnesota North Starstól) | Birmingham Bulls (WHA)            |
| 28 | Tim Trimper     | Bal szélső  | Kanada                    | Chicago Blackhawks                            | Peterborough Petes (OMJHL)        |
| 29 | Dean Hopkins    | Jobb szélső | Kanada                    | Los Angeles Kings                             | London Knights (OMJHL)            |
| 30 | Mark Hardy      | Védő        | Kanada                    | Los Angeles Kings (Toronto Maple Leafstól)    | Montréal Juniors (QMJHL)          |
| 31 | Paul Marshall   | Bal szélső  | Kanada                    | Pittsburgh Penguins                           | Brantford Alexanders (OMJHL)      |
| 32 | Lindy Ruff      | Védő        | Kanada                    | Buffalo Sabres                                | Lethbridge Broncos (WHL)          |
| 33 | Pat Riggin      | Kapus       | Kanada                    | Atlanta Flames                                | Birmingham Bulls (WHA)            |
| 34 | Ed Hospodar     | Védő        | Amerikai Egyesült Államok | New York Rangers                              | Ottawa 67's (OMJHL)               |
| 35 | Pelle Lindbergh | Kapus       | Svédország                | Philadelphia Flyers                           | AIK Ishockey (Elitserien)         |
| 36 | Doug Morrison   | Jobb szélső | Kanada                    | Boston Bruins                                 | Lethbridge Broncos (WHL)          |
| 37 | Mats Näslund    | Bal szélső  | Svédország                | Montréal Canadiens                            | Brynäs IF (Elitserien)            |
| 38 | Billy Carroll   | Center      | Kanada                    | New York Islanders                            | London Knights (OMJHL)            |
| 39 | Stu Smith       | Védő        | Kanada                    | Hartford Whalers                              | Peterborough Petes (OMJHL)        |
| 40 | Dave Christian  | Center      | Amerikai Egyesült Államok | Winnipeg Jets                                 | University of North Dakota (WCHA) |
| 41 | Dale Hunter     | Center      | Kanada                    | Quebec Nordiques                              | Sudbury Wolves (OMJHL)            |
| 42 | Neal Broten     | Center      | Amerikai Egyesült Államok | Minnesota North Stars (Edmonton Oilerstől)    | University of Minnesota (WCHA)    |
|    |                 |             |                           |                                               |                                   |

### Harmadik kör
| #  | Játékos          | Poszt       | Nemzetiség                | NHL-csapat                                 | Egyetem/junior/klub csapat        |
| -- | ---------------- | ----------- | ------------------------- | ------------------------------------------ | --------------------------------- |
| 43 | Craig Levie      | Védő        | Kanada                    | Montréal Canadiens (Colorado Rockiestól)   | Edmonton Oil KIngs (WHL)          |
| 44 | Guy Carbonneau   | Center      | Kanada                    | Montréal Canadiens (St. Louis Bluestól)    | Chicoutimi Saguenéens (QMJHL)     |
| 45 | Jody Gage        | Jobb szélső | Kanada                    | Detroit Red Wings                          | Kitchener Rangers (OMJHL)         |
| 46 | Boris Fistric    | Védő        | Kanada                    | Detroit Red Wings (Washington Capitalstól) | New Westminster Bruins (WHL)      |
| 47 | Ken Ellacott     | Kapus       | Kanada                    | Vancouver Canucks                          | Peterborough Petes (OMJHL)        |
| 48 | Mark Messier     | Bal szélső  | Kanada                    | Edmonton Oilers (Minnesota North Starstól) | Cincinnati Stingers (WHA)         |
| 49 | Bill Gardner     | Center      | Kanada                    | Chicago Blackhawks                         | Peterborough Petes (OMJHL)        |
| 50 | John-Paul Kelly  | Bal szélső  | Kanada                    | Los Angeles Kings                          | New Westminster Bruins (WHL)      |
| 51 | Norm Aubin       | Center      | Kanada                    | Toronto Maple Leafs                        | Verdun Éperviers (QMJHL)          |
| 52 | Bennett Wolf     | Védő        | Kanada                    | Pittsburgh Penguins                        | Kitchener Rangers (OMJHL)         |
| 53 | Mark Robinson    | Védő        | Kanada                    | Buffalo Sabres                             | Victoria Cougars (WHL)            |
| 54 | Tim Hunter       | Védő        | Kanada                    | Atlanta Flames                             | Seattle Breakers (WHL)            |
| 55 | Jacques Cloutier | Kapus       | Kanada                    | Buffalo Sabres (New York Rangerstől)       | Trois-Rivières Draveurs (QMJHL)   |
| 56 | Lindsay Carson   | Bal szélső  | Kanada                    | Philadelphia Flyers                        | Billings Bighorns (WHL)           |
| 57 | Keith Crowder    | Jobb szélső | Kanada                    | Boston Bruins                              | Peterborough Petes (OMJHL)        |
| 58 | Rick Wamsley     | Kapus       | Kanada                    | Montréal Canadiens                         | Brantford Alexanders (OMJHL)      |
| 59 | Rollie Melanson  | Kapus       | Kanada                    | New York Islanders                         | Windsor Spitfires (OMJHL)         |
| 60 | Don Nachbaur     | Center      | Kanada                    | Hartford Whalers                           | Billings Bighorns (WHL)           |
| 61 | Bill Whelton     | Védő        | Amerikai Egyesült Államok | Winnipeg Jets                              | Bostoni Egyetem (ECAC)            |
| 62 | Lee Norwood      | Védő        | Amerikai Egyesült Államok | Quebec Nordiques                           | Oshawa Generals (OMJHL)           |
| 63 | Kevin Maxwell    | Center      | Kanada                    | Minnesota North Stars (Edmonton Oilerstől) | University of North Dakota (WCHA) |
|    |                  |             |                           |                                            |                                   |

### Negyedik kör
| #  | Játékos           | Poszt       | Nemzetiség    | NHL-csapat                                 | Egyetem/junior/klub csapat              |
| -- | ----------------- | ----------- | ------------- | ------------------------------------------ | --------------------------------------- |
| 64 | Steve Peters      | Center      | Kanada        | Colorado Rockies                           | Oshawa Generals (OMJHL)                 |
| 65 | Bob Crawford      | Jobb szélső | Kanada        | St. Louis Blues                            | Cornwall Royals (QMJHL)                 |
| 66 | John Ogrodnick    | Jobb szélső | Kanada        | Detroit Red Wings                          | New Westminster Bruins (WHL)            |
| 67 | Harvie Pocza      | Bal szélső  | Kanada        | Washington Capitals                        | Billings Bighorns (WHL)                 |
| 68 | Arthur Rutland    | Center      | Kanada        | Vancouver Canucks                          | Sault Ste. Marie Greyhounds (OMJHL)     |
| 69 | Glenn Anderson    | Jobb szélső | Kanada        | Edmonton Oilers (Minnesota North Starstól) | University of Denver (WCHA)             |
| 70 | Louis Begin       | Bal szélső  | Kanada        | Chicago Blackhawks                         | Sherbrooke Castors (QMJHL)              |
| 71 | John Gibson       | Védő        | Kanada        | Los Angeles Kings                          | Niagara Falls Flyers (OMJHL)            |
| 72 | Vincent Tremblay  | Kapus       | Kanada        | Toronto Maple Leafs                        | Quebec Remparts (QMJHL)                 |
| 73 | Brian Cross       | Védő        | Kanada        | Pittsburgh Penguins                        | Brantford Alexanders (OMJHL)            |
| 74 | Gilles Hamel      | Bal szélső  | Kanada        | Buffalo Sabres                             | Laval National (QMJHL)                  |
| 75 | Jim Peplinski     | Jobb szélső | Kanada        | Atlanta Flames                             | Toronto Marlboros (OMJHL)               |
| 76 | Pat Conacher      | Center      | Kanada        | New York Rangers                           | Saskatoon Blades (WHL)                  |
| 77 | Don Gillen        | Jobb szélső | Kanada        | Philadelphia Flyers                        | Brandon Wheat Kings (WHL)               |
| 78 | Larry Melnyk      | Védő        | Kanada        | Boston Bruins                              | New Westminster Bruins (WHL)            |
| 79 | Dave Orleski      | Bal szélső  | Kanada        | Montréal Canadiens                         | New Westminster Bruins (WHL)            |
| 80 | Tim Lockridge     | Védő        | Kanada        | New York Islanders                         | Brandon Wheat Kings (WHL)               |
| 81 | Ray Neufeld       | Jobb szélső | Kanada        | Hartford Whalers                           | Edmonton Oil Kings (WHL)                |
| 82 | Pat Daley         | Bal szélső  | Kanada        | Winnipeg Jets                              | Montréal Juniors (QMJHL)                |
| 83 | Anton Šťastný     | Bal szélső  | Csehszlovákia | Quebec Nordiques                           | HC Slovan Bratislava (Csehszlovák liga) |
| 84 | Maxwell Kostovich | Bal szélső  | Kanada        | Edmonton Oilers                            | Portland Winter Hawks (WHL)             |
|    |                   |             |               |                                            |                                         |

### Ötödik kör
| #   | Játékos         | Poszt       | Nemzetiség                | NHL-csapat            | Egyetem/junior/klub csapat         |
| --- | --------------- | ----------- | ------------------------- | --------------------- | ---------------------------------- |
| 85  | Gary Dillon     | Center      | Kanada                    | Colorado Rockies      | Toronto Marlboros (OMJHL)          |
| 86  | Mark Reeds      | Jobb szélső | Kanada                    | St. Louis Blues       | Peterborough Petes (OMJHL)         |
| 87  | Joe Paterson    | Bal szélső  | Kanada                    | Detroit Red Wings     | London Knights (OMJHL)             |
| 88  | Tim Tookey      | Center      | Kanada                    | Washington Capitals   | Portland Winter Hawks (WHL)        |
| 89  | Dirk Graham     | Jobb szélső | Kanada                    | Vancouver Canucks     | Regina Pats (WHL)                  |
| 90  | Jim Dobson      | Jobb szélső | CAN                       | Minnesota North Stars | Portland Winter Hawks (WHL)        |
| 91  | Lowell Loveday  | Védő        | Kanada                    | Chicago Blackhawks    | Kingston Canadians (OMJHL)         |
| 92  | Jim Brown       | Védő        | Amerikai Egyesült Államok | Los Angeles Kings     | Notre Dame Egyetem (WCHA)          |
| 93  | Frank Nigro     | Center      | Kanada                    | Toronto Maple Leafs   | London Knights (OMJHL)             |
| 94  | Nick Ricci      | Kapus       | Kanada                    | Pittsburgh Penguins   | Niagara Falls Flyers (OMJHL)       |
| 95  | Alan Haworth    | Center      | Kanada                    | Buffalo Sabres        | Sherbrooke Castors (QMJHL)         |
| 96  | Brad Kempthorne | Center      | Kanada                    | Atlanta Flames        | Brandon Wheat Kings (WHL)          |
| 97  | Dan Makuch      | Jobb szélső | Kanada                    | New York Rangers      | Clarkson University (ECAC)         |
| 98  | Thomas Eriksson | Védő        | Svédország                | Philadelphia Flyers   | Djurgårdens IF Hockey (Elitserien) |
| 99  | Marco Baron     | Kapus       | Kanada                    | Boston Bruins         | Montréal Juniors (QMJHL)           |
| 100 | Yvan Joly       | Jobb szélső | Kanada                    | Montréal Canadiens    | Ottawa 67's (OMJHL)                |
| 101 | Glen Duncan     | Bal szélső  | Kanada                    | New York Islanders    | Toronto Marlboros (OMJHL)          |
| 102 | Mark Renaud     | Védő        | Kanada                    | Hartford Whalers      | Niagara Falls Flyers (OMJHL)       |
| 103 | Thomas Steen    | Center      | Svédország                | Winnipeg Jets         | Leksands IF (Elitserien)           |
| 104 | Pierre Lacroix  | Védő        | Kanada                    | Quebec Nordiques      | Trois-Rivières Draveurs (QMJHL)    |
| 105 | Mike Toal       | Center      | Kanada                    | Edmonton Oilers       | Portland Winter Hawks (WHL)        |
|     |                 |             |                           |                       |                                    |

### Hatodik kör
| #   | Játékos           | Poszt       | Nemzetiség                | NHL-csapat            | Egyetem/junior/klub csapat               |
| --- | ----------------- | ----------- | ------------------------- | --------------------- | ---------------------------------------- |
| 106 | Bob Attwell       | Jobb szélső | Amerikai Egyesült Államok | Colorado Rockies      | Peterborough Petes (OMJHL)               |
| 107 | Gilles Leduc      | Bal szélső  | Kanada                    | St. Louis Blues       | Verdun Éperviers (QMJHL)                 |
| 108 | Carmine Cirella   | Bal szélső  | Kanada                    | Detroit Red Wings     | Peterborough Petes (OMJHL)               |
| 109 | Greg Theberge     | Védő        | Kanada                    | Washington Capitals   | Peterborough Petes (OMJHL)               |
| 110 | Shane Swan        | Védő        | Kanada                    | Vancouver Canucks     | Sudbury Wolves (OMJHL)                   |
| 111 | Brian Gualazzi    | Jobb szélső | Kanada                    | Minnesota North Stars | Sault Ste. Marie Greyhounds (OMJHL)      |
| 112 | Doug Crossman     | Védő        | Kanada                    | Chicago Blackhawks    | Ottawa 67's (OMJHL)                      |
| 113 | Jay MacFarlane    | Védő        | Kanada                    | Los Angeles Kings     | University of Wisconsin (WCHA)           |
| 114 | Bill McCreary Jr. | Jobb szélső | Amerikai Egyesült Államok | Toronto Maple Leafs   | Colgate University (ECAC)                |
| 115 | Marc Chorney      | Védő        | Kanada                    | Pittsburgh Penguins   | University of North Dakota (WCHA)        |
| 116 | Rick Knickle      | Kapus       | Kanada                    | Buffalo Sabres        | Brandon Wheat Kings (WHL)                |
| 117 | Glenn Johnson     | Center      | Kanada                    | Atlanta Flames        | University of Denver (WCHA)              |
| 118 | Stan Adams        | Center      | Kanada                    | New York Rangers      | Niagara Falls Flyers (OMJHL)             |
| 119 | Gord Williams     | Jobb szélső | Kanada                    | Philadelphia Flyers   | Lethbridge Broncos (WHL)                 |
| 120 | Mike Krushelnyski | Center      | Kanada                    | Boston Bruins         | Montréal Juniors (QMJHL)                 |
| 121 | Greg Moffett      | Kapus       | Amerikai Egyesült Államok | Montréal Canadiens    | University of New Hampshire (ECAC)       |
| 122 | John Gibb         | Védő        | Kanada                    | New York Islanders    | Bowling Green State University (CCHA)    |
| 123 | Dave McDonald     | Bal szélső  | Kanada                    | Hartford Whalers      | Brandon Wheat Kings (WHL)                |
| 124 | Tim Watters       | Védő        | Kanada                    | Winnipeg Jets         | Michigan Technological University (WCHA) |
| 125 | Scott McGeown     | Védő        | Kanada                    | Quebec Nordiques      | Toronto Malboros (OMJHL)                 |
| 126 | Blair Barnes      | Jobb szélső | Kanada                    | Edmonton Oilers       | Windsor Spitfires (OMJHL)                |
|     |                   |             |                           |                       |                                          |